# Churu
Churu är en stad i nordvästra Indien. Den är administrativ huvudort för distriktet Churu i delstaten Rajasthan. Befolkningen uppgick till cirka 120 000 invånare vid folkräkningen 2011. 